# Roma (cràter)
Roma és un cràter sobre la superfície de (21) Lutècia, situat amb el sistema de coordenades planetocèntriques a 19 ° de latitud nord i 250 ° de longitud est. Fa un diàmetre de 19 km. El nom va ser fet oficial per la UAI el cinc d'abril de 2011 i fa referència a Roma, antiga ciutat romana de l'època de Lutècia, actualment Roma (Itàlia).